# Giải thưởng điện ảnh Rồng Xanh
Giải thưởng điện ảnh Rồng Xanh (tiếng Hàn: 청룡영화상) là lễ trao giải phim thường niên do báo Sports Chosun (tờ báo chị em với tờ Chosun Ilbo) tổ chức trao giải cho điện ảnh Hàn Quốc.
Giải Rồng xanh chỉ xét đến các bộ phim bom tấn và được yêu thích rộng rãi có giá trị nghệ thuật cao được phát hành trong năm. Trong quá trình chọn lựa, 40 bộ phim được chọn vào danh sách cuối cùng sẽ được công chiếu miễn phí cho công chúng.
Giải thưởng Rồng Xanh và giải Đại Chung là những giải thưởng phim phổ biến nhất ở Hàn Quốc.

## Lịch sử
Nó được tạo ra vào năm 1963 bởi tờ báo The Chosun Ilbo và ngừng hoạt động vào năm 1973. Sports Chosun, một nhật báo thể thao của Hàn Quốc cũng thuộc quyền của The Chosun Ilbo, đã tổ chức lại buổi trao giải vào năm 1990 và nó đã được tổ chức hàng năm kể từ đó.
Giải thưởng Điện ảnh Rồng Xanh lần thứ 42 đã được tổ chức vào ngày 26 Tháng 11 năm 2021 tại KBS Hall ở Yeouido, Seoul. Trong lần xuất bản này, 18 hạng mục đã được trao giải. Các đề cử cho 15 hạng mục đã được công bố cho các bộ phim Hàn Quốc được phát hành từ ngày 30 tháng 10 năm 2020 đến ngày 14 tháng 10 năm 2021 vào ngày 1 tháng 11 năm 2021.

## Hạng mục hiện tại
- Phim xuất sắc nhất
- Đạo diễn xuất sắc nhất
- Nam diễn viên chính xuất sắc nhất
- Nữ diễn viên chính xuất sắc nhất
- Nam diễn viên phụ xuất sắc nhất
- Nữ diễn viên phụ xuất sắc nhất
- Đạo diễn mới xuất sắc nhất
- Nam diễn viên mới xuất sắc nhất
- Nữ diễn viên mới xuất sắc nhất
- Kịch bản xuất sắc nhất
- Phim ngắn xuất sắc nhất
- Đạo diễn nghệ thuật xuất sắc nhất
- Quay phim và ánh sáng xuất sắc nhất
- Dựng phim xuất sắc nhất
- Âm nhạc xuất sắc nhất
- Giải thưởng kỹ thuật

## Giải thưởng phổ biến

### Ngôi sao nổi tiếng
| Ngôi Sao Nổi Tiếng | Ngôi Sao Nổi Tiếng | Ngôi Sao Nổi Tiếng | Ngôi Sao Nổi Tiếng                       |
| Lần                | Năm                | Diễn Viên          | Phim                                     |
| ------------------ | ------------------ | ------------------ | ---------------------------------------- |
| 1                  | 1963               | Shin Seong-il      |                                          |
| 1                  | 1963               | Um Aing-ran        |                                          |
| 2                  | 1964               | Shin Young-kyun    |                                          |
| 2                  | 1964               | Shin Seong-il      |                                          |
| 2                  | 1964               | Kim Jin-kyu        |                                          |
| 2                  | 1964               | Um Aing-ran        |                                          |
| 2                  | 1964               | Tae Hyun-sil       |                                          |
| 2                  | 1964               | Choi Eun-hee       |                                          |
| 3                  | 1965               | Kim Jin-kyu        |                                          |
| 3                  | 1965               | Shin Seong-il      |                                          |
| 3                  | 1965               | Shin Young-kyun    |                                          |
| 3                  | 1965               | Kim Ji-mee         |                                          |
| 3                  | 1965               | Um Aing-ran        |                                          |
| 3                  | 1965               | Tae Hyun-sil       |                                          |
| 4                  | 1966               | Kim Jin-kyu        |                                          |
| 4                  | 1966               | Shin Seong-il      |                                          |
| 4                  | 1966               | Shin Young-kyun    |                                          |
| 4                  | 1966               | Ko Eun-ah          |                                          |
| 4                  | 1966               | Kim Ji-mee         |                                          |
| 4                  | 1966               | Choi Eun-hee       |                                          |
| 5                  | 1967               | Kim Jin-kyu        |                                          |
| 5                  | 1967               | Shin Seong-il      |                                          |
| 5                  | 1967               | Shin Young-kyun    |                                          |
| 5                  | 1967               | Kim Ji-mee         |                                          |
| 5                  | 1967               | Nam Jeong-im       |                                          |
| 5                  | 1967               | Yoon Jeong-hee     |                                          |
| 6                  | 1969               | Kim Jin-kyu        |                                          |
| 6                  | 1969               | Shin Seong-il      |                                          |
| 6                  | 1969               | Shin Young-kyun    |                                          |
| 6                  | 1969               | Nam Jeong-im       |                                          |
| 6                  | 1969               | Moon Hee           |                                          |
| 6                  | 1969               | Yoon Jeong-hee     |                                          |
| 7                  | 1970               | Namkoong Won       |                                          |
| 7                  | 1970               | Shin Seong-il      |                                          |
| 7                  | 1970               | Shin Young-kyun    |                                          |
| 7                  | 1970               | Nam Jeong-im       |                                          |
| 7                  | 1970               | Moon Hee           |                                          |
| 7                  | 1970               | Yoon Jeong-hee     |                                          |
| 8                  | 1971               | Namkoong Won       |                                          |
| 8                  | 1971               | Shin Seong-il      |                                          |
| 8                  | 1971               | Shin Young-kyun    |                                          |
| 8                  | 1971               | Kim Ji-mee         |                                          |
| 8                  | 1971               | Moon Hee           |                                          |
| 8                  | 1971               | Yoon Jeong-hee     |                                          |
| 9                  | 1972               | Choi Moo-ryong     |                                          |
| 9                  | 1972               | Shin Seong-il      |                                          |
| 9                  | 1972               | Park No-sik        |                                          |
| 9                  | 1972               | Yoon Jeong-hee     |                                          |
| 9                  | 1972               | Kim Ji-mee         |                                          |
| 9                  | 1972               | Ko Eun-ah          |                                          |
| 10                 | 1973               | Park No-sik        |                                          |
| 10                 | 1973               | Shin Seong-il      |                                          |
| 10                 | 1973               | Choi Moo-ryong     |                                          |
| 10                 | 1973               | Ko Eun-ah          |                                          |
| 10                 | 1973               | Kim Chang-sook     |                                          |
| 10                 | 1973               | Yoon Jeong-hee     |                                          |
| 11                 | 1990               | Ahn Sung-ki        |                                          |
| 11                 | 1990               | Park Sang-min      | General's Son                            |
| 11                 | 1990               | Choi Jin-sil       |                                          |
| 11                 | 1990               | Hwang Shin-hye     | The Woman Who Walks on Water             |
| 12                 | 1991               | Choi Min-soo       |                                          |
| 12                 | 1991               | Park Sang-min      | General's Son II                         |
| 12                 | 1991               | Choi Jin-sil       |                                          |
| 12                 | 1991               | Lee Hye-sook       | Silver Stallion                          |
| 13                 | 1992               | Ahn Sung-ki        |                                          |
| 13                 | 1992               | Choi Min-soo       |                                          |
| 13                 | 1992               | Choi Jin-sil       |                                          |
| 13                 | 1992               | Shim Hye-jin       |                                          |
| 14                 | 1993               | Choi Min-soo       |                                          |
| 14                 | 1993               | Lee Geung-young    |                                          |
| 14                 | 1993               | Choi Jin-sil       |                                          |
| 14                 | 1993               | Kang Soo-yeon      |                                          |
| 15                 | 1994               | Park Joong-hoon    |                                          |
| 15                 | 1994               | Lee Geung-young    |                                          |
| 15                 | 1994               | Choi Jin-sil       |                                          |
| 15                 | 1994               | Shim Hye-jin       |                                          |
| 16                 | 1995               | Park Joong-hoon    |                                          |
| 16                 | 1995               | Choi Min-soo       | Terrorist                                |
| 16                 | 1995               | Jung Sun-kyung     |                                          |
| 16                 | 1995               | Choi Jin-sil       |                                          |
| 17                 | 1996               | Park Joong-hoon    | Two Cops 2                               |
| 17                 | 1996               | Kim Min-jong       | The Gate of Destiny                      |
| 17                 | 1996               | Shim Hye-jin       | The Adventures of Mrs. Park              |
| 17                 | 1996               | Jung Sun-kyung     |                                          |
| 18                 | 1997               | Han Suk-kyu        | No. 3                                    |
| 18                 | 1997               | Park Joong-hoon    |                                          |
| 18                 | 1997               | Shin Eun-kyung     | Downfall                                 |
| 18                 | 1997               | Choi Jin-sil       |                                          |
| 19                 | 1998               | Han Suk-kyu        | Christmas in August                      |
| 19                 | 1998               | Park Shin-yang     | The Letter                               |
| 19                 | 1998               | Shim Eun-ha        | Christmas in August                      |
| 19                 | 1998               | Choi Jin-sil       | The Letter                               |
| 20                 | 1999               | Han Suk-kyu        | Shiri                                    |
| 20                 | 1999               | Jung Woo-sung      | Phantom: The Submarine                   |
| 20                 | 1999               | Shim Eun-ha        | Art Museum by the Zoo                    |
| 20                 | 1999               | Jeon Do-yeon       | The Harmonium in My Memory               |
| 21                 | 2000               | Yoo Ji-tae         | Ditto                                    |
| 21                 | 2000               | Jang Dong-gun      | Anarchists                               |
| 21                 | 2000               | Kim Hee-sun        | Bichunmoo                                |
| 21                 | 2000               | Jeon Do-yeon       | Happy End                                |
| 22                 | 2001               | Lee Byung-hun      | Bungee Jumping of Their Own              |
| 22                 | 2001               | Jang Dong-gun      | Friend                                   |
| 22                 | 2001               | Jung Woo-sung      | Musa: The Warrior                        |
| 22                 | 2001               | Kim Hee-sun        | Wanee & Junah                            |
| 22                 | 2001               | Shin Eun-kyung     | My Wife Is a Gangster                    |
| 22                 | 2001               | Lee Mi-yeon        | Indian Summer                            |
| 23                 | 2002               | Jung Joon-ho       | Marrying the Mafia                       |
| 23                 | 2002               | Cha Tae-hyun       | Lovers' Concerto                         |
| 23                 | 2002               | Kim Jung-eun       | Marrying the Mafia                       |
| 23                 | 2002               | Jeon Do-yeon       | No Blood No Tears                        |
| 24                 | 2003               | Bae Yong-joon      | Nỗi ô nhục họ Cho                        |
| 24                 | 2003               | Cha Tae-hyun       | Tình đầu cuồng phong                     |
| 24                 | 2003               | Jang Jin-young     | Singles                                  |
| 24                 | 2003               | Son Ye-jin         | Cổ điển                                  |
| 25                 | 2004               | Kwon Sang-woo      | Once Upon a Time in High School          |
| 25                 | 2004               | Gang Dong-won      | Temptation of Wolves                     |
| 25                 | 2004               | Kim Jung-eun       | How to Keep My Love                      |
| 25                 | 2004               | Moon Geun-young    | Cô dâu 15 tuổi                           |
| 26                 | 2005               | Cho Seung-woo      | Marathon                                 |
| 26                 | 2005               | Gang Dong-won      | Duelist                                  |
| 26                 | 2005               | Kim Soo-mi         | Mapado, Marrying the Mafia II            |
| 26                 | 2005               | Ha Ji-won          | Duelist                                  |
| 27                 | 2006               | Shin Hyun-joon     | Barefoot Ki-bong                         |
| 27                 | 2006               | Lee Joon-gi        | Nhà vua và chàng hề                      |
| 27                 | 2006               | Kim Hye-soo        | Canh bạc nghiệt ngã                      |
| 27                 | 2006               | Kang Sung-yeon     | Nhà vua và chàng hề                      |
| 28                 | 2007               | Hwang Jung-min     | Happiness                                |
| 28                 | 2007               | Joo Jin-mo         | A Love                                   |
| 28                 | 2007               | Kim Ah-joong       | Sắc đẹp ngàn cân                         |
| 28                 | 2007               | Kim Tae-hee        | The Restless                             |
| 29                 | 2008               | Sol Kyung-gu       | Public Enemy Returns                     |
| 29                 | 2008               | Jung Woo-sung      | Thiện, ác, quái                          |
| 29                 | 2008               | Son Ye-jin         | My Wife Got Married                      |
| 29                 | 2008               | Kim Ha-neul        | Lovers of Six Years                      |
| 30                 | 2009               | Lee Byung-hun      | G.I. Joe: The Rise of Cobra              |
| 30                 | 2009               | Ha Jung-woo        | Take Off                                 |
| 30                 | 2009               | Ha Ji-won          | Closer to Heaven                         |
| 30                 | 2009               | Choi Kang-hee      | Goodbye Mom                              |
| 31                 | 2010               | Won Bin            | Người vô danh tính                       |
| 31                 | 2010               | T.O.P              | 71: Into the Fire                        |
| 31                 | 2010               | Son Ye-jin         | White Night                              |
| 31                 | 2010               | Jo Yeo-jeong       | Người hầu                                |
| 32                 | 2011               | Go Soo             | Mặt trận                                 |
| 32                 | 2011               | Gong Yoo           | Sự im lặng                               |
| 32                 | 2011               | Choi Kang-hee      | Petty Romance                            |
| 32                 | 2011               | Kim Hye-soo        | Villain and Widow                        |
| 33                 | 2012               | Ha Jung-woo        | Nameless Gangster: Rules of the Time     |
| 33                 | 2012               | Kim Soo-hyun       | Đội quân siêu trộm                       |
| 33                 | 2012               | Gong Hyo-jin       | Love Fiction                             |
| 33                 | 2012               | Bae Suzy           | Lớp kiến trúc 101                        |
| 34                 | 2013               | Lee Byung-hun      | G.I. Joe: Retaliation, Red 2             |
| 34                 | 2013               | Sol Kyung-gu       | Hope, Cold Eyes                          |
| 34                 | 2013               | Gong Hyo-jin       | Boomerang Family                         |
| 34                 | 2013               | Kim Min-hee        | Very Ordinary Couple                     |
| 35                 | 2014               | Kim Woo-bin        | Friend: The Great Legacy                 |
| 35                 | 2014               | Song Seung-heon    | Ám ảnh                                   |
| 35                 | 2014               | Yim Si-wan         | Người luật sư                            |
| 35                 | 2014               | Shin Se-kyung      | Thần bài sát gái                         |
| 36                 | 2015               | Kim Seolhyun       | Gangnam Blues                            |
| 36                 | 2015               | Lee Min-ho         | Gangnam Blues                            |
| 36                 | 2015               | Park Bo-young      | Ngôi trường ma quái                      |
| 36                 | 2015               | Park Seo-joon      | Vòng xoáy tội ác                         |
| 37                 | 2016               | Jung Woo-sung      | Asura: The City of Madness               |
| 37                 | 2016               | Son Ye-jin         | The Last Princess                        |
| 37                 | 2016               | Bae Doo-na         | The Tunnel                               |
| 37                 | 2016               | Jun Kunimura       | The Wailing                              |
| 38                 | 2017               | Na Moon-hee        | Tiếng Anh là chuyện nhỏ                  |
| 38                 | 2017               | Sol Kyung-gu       | Cuộc chiến ngầm                          |
| 38                 | 2017               | Jo In-sung         | The King                                 |
| 38                 | 2017               | Kim Su-an          | Đảo địa ngục                             |
| 39                 | 2018               | Ju Ji-hoon         | The Spy Gone North                       |
| 39                 | 2018               | Kim Young-kwang    | Ngày em đẹp nhất                         |
| 39                 | 2018               | Kim Hyang-gi       | Thử thách thần chết: Giữa hai thế giới   |
| 39                 | 2018               | Jin Seo-yeon       | Believer                                 |
| 40                 | 2019               | Lee Kwang-soo      | Thằng em lý tưởng                        |
| 40                 | 2019               | Park Hyung-sik     | Bồi thẩm đoàn                            |
| 40                 | 2019               | Lee Hanee          | Nghề siêu khó                            |
| 40                 | 2019               | Im Yoon-ah         | Lối thoát trên không                     |
| 41                 | 2020               | Yoo Ah-in          | Voice of Silence                         |
| 41                 | 2020               | Jung Yu-mi         | Kim Ji-young 1982                        |
| 42                 | 2021               | Im Yoon-ah         | Miracle: Letters to the President        |
| 42                 | 2021               | Koo Kyo-hwan       | Escape from Mogadishu                    |
| 42                 | 2021               | Song Joong-ki      | Space Sweepers                           |
| 42                 | 2021               | Jeon Yeo-been      | Night in Paradise                        |
| 43                 | 2022               | Im Yoon-ah         | Confidential Assignment 2: International |
| 43                 | 2022               | Daniel Henney      | Confidential Assignment 2: International |
| 43                 | 2022               | Go Kyung-pyo       | Decision to Leave                        |
| 43                 | 2022               | Lee Ji-eun         | Broker                                   |

### Phim hay nhất do khán giả bình chọn
| Lần | Năm  | Phim                                   | Đạo Diễn                   |
| --- | ---- | -------------------------------------- | -------------------------- |
| 11  | 1990 | General's Son                          | Im Kwon-taek               |
| 12  | 1991 | General's Son II                       | Im Kwon-taek               |
| 13  | 1992 | Marriage Story                         | Kim Ui-seok                |
| 14  | 1993 | Sopyonje                               | Im Kwon-taek               |
| 15  | 1994 | Two Cops                               | Kang Woo-suk               |
| 16  | 1995 | Dr. Bong                               | Lee Kwang-hoon             |
| 17  | 1996 | Two Cops 2                             | Kang Woo-suk               |
| 18  | 1997 | The Contact                            | Chang Yoon-hyun            |
| 19  | 1998 | The Letter                             | Lee Jung-gook              |
| 20  | 1999 | Chiến dịch Shiri                       | Kang Je-gyu                |
| 21  | 2000 | Khu vực an ninh chung                  | Park Chan-wook             |
| 22  | 2001 | Friend                                 | Kwak Kyung-taek            |
| 23  | 2002 | Marrying the Mafia                     | Jeong Heung-sun            |
| 24  | 2003 | Hồi ức kẻ sát nhân                     | Bong Joon-ho               |
| 25  | 2004 | Cờ Thái cực giương cao                 | Kang Je-gyu                |
| 26  | 2005 | Welcome to Dongmakgol                  | Park Kwang-hyun            |
| 27  | 2006 | Quái vật sông Hàn                      | Bong Joon-ho               |
| 28  | 2007 | D-War                                  | Shim Hyung-rae             |
| 29  | 2008 | Thiện, ác, quái                        | Kim Jee-woon               |
| 30  | 2009 | Sóng thần ở Haeundae                   | Yoon Je-kyoon              |
| 31  | 2010 | Người vô danh tính                     | Lee Jeong-beom             |
| 32  | 2011 | Cung thủ siêu phàm                     | Kim Han-min                |
| 33  | 2012 | Đội quân siêu trộm                     | Choi Dong-hoon             |
| 34  | 2013 | Điều kì diệu ở phòng giam số 7         | Lee Hwan-kyung             |
| 35  | 2014 | Đại thủy chiến                         | Kim Han-min                |
| 36  | 2015 | Lời hứa với cha                        | Yoon Je-kyoon              |
| 37  | 2016 | Chuyến tàu sinh tử                     | Yeon Sang-ho               |
| 38  | 2017 | A Taxi Driver                          | Jang Hoon                  |
| 39  | 2018 | Thử thách thần chết: Giữa hai thế giới | Kim Yong-hwa               |
| 40  | 2019 | Nghề siêu khó                          | Lee Byeong-heon            |
| 41  | 2020 | Đại thảm họa núi Baekdu                | Lee Hae-jun, Kim Byung-seo |
| 42  | 2021 | Escape from Mogadishu                  | Ryoo Seung-wan             |
| 43  | 2022 | The Roundup                            | Lee Sang-yong              |

## Các hạng mục ngừng trao

### Phim nước ngoài hay nhất
| Lần | Năm  | Phim                    | Đạo Diễn           |
| --- | ---- | ----------------------- | ------------------ |
| 11  | 1990 | Cinema Paradiso         | Giuseppe Tornatore |
| 12  | 1991 | Khiêu vũ với bầy sói    | Kevin Costner      |
| 13  | 1992 | Les Amants du Pont-Neuf | Leos Carax         |
| 14  | 1993 | Chiếc dương cầm         | Jane Campion       |
| 15  | 1994 | Bá vương biệt cơ        | Chen Kaige         |
| 16  | 1995 | The Sacrifice           | Andrei Tarkovsky   |

### Diễn viên nhí xuất sắc nhất
| Lần | Năm  | Diễn Viên      | Phim                                  |
| --- | ---- | -------------- | ------------------------------------- |
| 3   | 1965 | Kim Yong-yeon  | Sad Story of Self Supporting Child    |
| 4   | 1966 | Joo Min-ah     | DMZ                                   |
| 5   | 1967 | Lee Pung-gu    | Seed Money                            |
| 7   | 1970 | Kim Mi-young   | Forgotten Woman                       |
| 8   | 1971 | Kim Jung-hoon  | King Yeong-chin the Last Crown Prince |
| 9   | 1972 | Lee Seung-hyun | Stupid Man                            |

### Nhạc phim gốc hay nhất
| Lần | Năm  | Diễn Viên      | Phim                       |
| --- | ---- | -------------- | -------------------------- |
| 7   | 1970 | Park Chun-seok | Always a Stranger          |
| 8   | 1971 | Baek Young-ho  | Mistress                   |
| 9   | 1972 | Hwang Ha-dong  | Leaving in the Rain        |
| 10  | 1973 | Hwang Ha-ryong | Life Is on the Lonely Road |

### Giải thưởng khuyến khích
| Lần | Năm  | Diễn Viên      | Phim                        |
| --- | ---- | -------------- | --------------------------- |
| 5   | 1967 | Ahn In-sook    | A Teacher in an Island      |
| 9   | 1972 | Yoon So-ra     | The Pollen of Flowers       |
| 10  | 1973 | Lee Seung-hyun | The Midnight Sun, Sea Walls |
| 10  | 1973 | Yoon Hwa-young | A Special Foreign Legion    |

### Giải thưởng giới phê bình Jeong Yeong-ji
| Lần | Năm  | Người Nhận      |
| --- | ---- | --------------- |
| 15  | 1994 | Kim Jong-won    |
| 16  | 1995 | Byeon In-sik    |
| 17  | 1996 | Ahn Byeong-seop |
| 18  | 1997 | Kang Han-seop   |
| 19  | 1998 | Lee Young-il    |
| 20  | 1999 | Yang Yun-mo     |
| 21  | 2000 | Yu Ji-na        |
| 22  | 2001 | Park Pyeong-sik |

### Kịch bản hay nhất
| Lần | Năm  | Người Nhận      |
| --- | ---- | --------------- |
| 18  | 1997 | Jeong Jin-wan   |
| 18  | 1997 | Lee Jeong-hyang |
| 19  | 1998 | Gu Dong-hoe     |
| 19  | 1998 | Kim Byung-jae   |
| 20  | 1999 | Kim Seon-mi     |
| 20  | 1999 | Hwang Geu-chang |

### Cặp đôi đẹp nhất
| Lần | Năm  | Cặp Đôi                        | Phim                |
| --- | ---- | ------------------------------ | ------------------- |
| 26  | 2005 | Hwang Jung-min và Jeon Do-yeon | You Are My Sunshine |
| 27  | 2006 | Kam Woo-sung và Lee Joon-gi    | Nhà vua và chàng hề |
| 29  | 2008 | Kim Joo-hyuk và Son Ye-jin     | Vợ tôi đã kết hôn   |

### Thành tựu trọn đời
| Lần | Năm  | Cặp Đôi         | Phim |
| --- | ---- | --------------- | ---- |
| 8   | 1971 | Lee Kyeong-soon |      |
| 8   | 1971 | Youngwooheo     |      |
| 15  | 1994 | Son Jun         |      |
| 16  | 1995 | Jeon Taek-yi    |      |
| 17  | 1996 | Han Eun-jin     |      |
| 18  | 1997 | Jung Il-sung    |      |

### Thành tựu đặc biệt
| Lần | Năm  | Cặp Đôi                                                               | Phim                           |
| --- | ---- | --------------------------------------------------------------------- | ------------------------------ |
| 1   | 1963 | Jang Dong-hwi, Choi Moo-ryong, Koo Bong-seo, Lee Dae-yup, Kim Woon-ha | The Marines Who Never Returned |
| 2   | 1964 | Shin Sang-ok                                                          | A Tragic Queen Daji            |
| 2   | 1964 | Alan Heyman                                                           | Hallasan                       |
| 6   | 1969 | Child actor ensemble cast                                             | School Excursion               |
| 10  | 1973 | Ensemble cast                                                         | Long Live the Island Frogs     |
| 12  | 1991 | Kim Yoo-jin                                                           |                                |
| 13  | 1992 | Kim Min-hyeong                                                        | Mister Mamma                   |
| 13  | 1992 | Hong Kyung-in, Go Jeong-il, Jeong Jin-kang, Moon Hyeok                | Our Twisted Hero               |

### Giải thưởng truy tặng đặc biệt
| Lần | Năm  | Người Nhận     |
| --- | ---- | -------------- |
| 1   | 1963 | Nam Chun-yeok  |
| 29  | 2008 | Choi Jin-sil   |
| 30  | 2009 | Jang Jin-young |

### Giải thưởng lớn
| Lần | Năm  | Người Nhận     | Phim                                |
| --- | ---- | -------------- | ----------------------------------- |
| 14  | 1993 | Im Kwon-taek   | Sopyonje                            |
| 15  | 1994 | Chung Ji-young | Life and Death of the Hollywood Kid |